# New York City Department of City Planning
Pour les articles homonymes, voir DCP.
Le New York City Department of City Planning (DCP) est le département du gouvernement de New York responsable de l'urbanisme tant physique que socioéconomique de la ville. 